# Сам Кели
Сам Кели (на английски: Sam Kelly) е британски телевизионен и филмов актьор, познат най-вече в ролята му на Капитан Ханс Геринг в комедийния сериал на BBC „Ало, ало!“ (1982-1992), Овесена каша и Барбара.
Израства в Ливърпул, Англия. През периода 1964 - 1967 г. учи в Лондонската академия за музика и драматично изкуство, като малко след това участва в научнофантастичния телевизионен сериал Доктор Кой.
През 2010 г. отново на телевизионните екрани, в ролята на Мр. Сполдинг във филма Моя ужасна Няня 2.